# Sifat
Sifat är en egenskap eller ett attribut hos Gud enligt islam. För att lära känna Gud bör vi, enligt muslimsk undervisning, veta vilka attribut eller egenskaper som hör ihop med Gud och vilka som inte gör det. Det exakta antalet sifater är okänt eftersom Gud anses vara oförståelig, men traditionen brukar lyfta fram åtta positiva sifater:
1. Gud är evig. Gud har ingen början och inget slut
2. Gud är allsmäktig Gud har makt och kontroll över allting
3. Gud är allvetande. Gud vet allting och ingenting kan hållas hemligt för Gud
4. Gud är allunderrättad och uppfattar allt som sker. Gud är allhörande och allseende
5. Gud är odödlig och har alltid existerat och kommer alltid att existera
6. Gud har absolut överhöghet. Gud följer endast sin egen vilja och sina egna intentioner
7. Gud kan alltid kommunicera genom att inprägla förmågor i allt, till exempel ge talets gåva till en buske eller en sten
8. Gud är rättvis i alla sina förehavanden

På motsvarande sätt brukar man lyfta fram åtta negativa sifater för att beskriva vad Gud inte är:
1. Gud är inte gjord av och består inte av någon materia
2. Gud har ingen kropp
3. Gud har ingen hemvist utan finns till överallt
4. Gud är inte sammanblandad med någonting och ingenting kan inträda i Gud
5. Gud har aldrig skådats och kommer aldrig att ses
6. Gud är oföränderlig. Inget tillstånd av förändring kan ske i Gud
7. Gud har inte någon medhjälpare eller partner. Gud är den Ende.
8. Dessa attribut är i Gud och är inte anslutna eller tillagda

## Bahá'í-årets 19 sifater
Inom bahá'í-tron har solåret delats upp i 19 enheter med vardera 19 dygn i stället för 12 månader. Eftersom dessa 19 delar av året också fått sina namn utifrån det man anser är gudomliga egenskaper eller attribut kan de ses som sifater:
1. Prakt (Bahá) 21 mars 2. Härlighet (Jalál) 9 april
3. Skönhet (Jamál) 28 april 4. Storhet ('Azamat) 17 maj
5. Ljus (Núr) 5 juni 6. Barmhärtighet (Rahmat) 24 juni
7. Ord (Kalimát) 13 juli 8. Fullkomlighet (Kamál) 1 aug
9. Namn (Asmá') 20 aug)
10. Makt ('Izzát) 8 sep 11. Vilja (Mashiyyat) 27 sep
12. Kunskap ('Ilm) 16 okt 13. Kraft (Qudrat) 4 nov
14. Tal (Qawl) 23 nov 15. Frågor (Masá'il) 12 dec
16. Heder (Sharaf) 31 dec 17. Överhöghet (Sultán) 19 jan
18. Herravälde (Mulk) 7 feb—Inskjutna dagar (Ayyam-i-Há) 26 feb - 1 mars 19. Upphöjdhet ('Alá) 2 mars (fastan)